# 里卡德·萨尔比
里卡德·萨尔比（瑞典語：Rickard Sarby，1912年9月19日—1977年2月10日），瑞典男子帆船运动员。他曾代表瑞典参加1948年、1952年和1956年夏季奥林匹克运动会帆船比赛，获得一枚铜牌。